# Coleophora stramentella
Coleophora stramentella là một loài bướm đêm thuộc họ Coleophoridae. Nó được tìm thấy ở cộng hòa Séc và Áo to Hy Lạp.
Ấu trùng ăn Astragalus onobrychis. They create a tubular silken case with a mouth angle of about 45°.